# Georges Holvoet

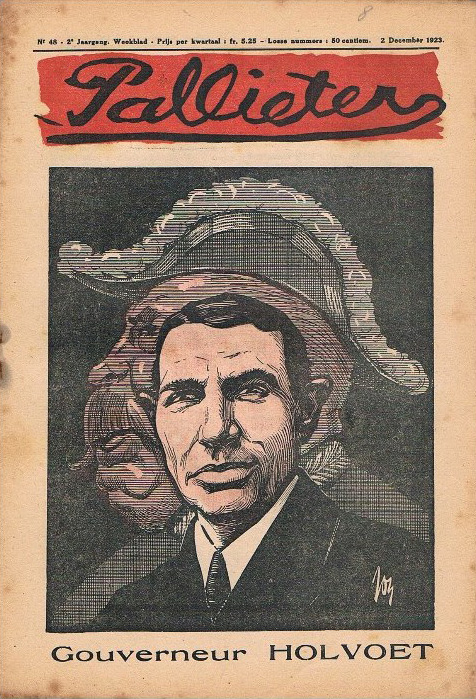
Georges Holvoet
(Jos De Swerts, 1923)

Georges Baron Holvoet (* 16. August 1874 in Antwerpen; † 23. April 1964 in Ixelles) war ein belgischer Jurist, Diplomat und Politiker.
Bereits im Alter von 21 Jahren wurde er zum Doktor der Rechte promoviert. 1911 wurde er Staatsanwalt, 1922 Staatsanwalt des belgischen Kassationsgerichtshofs. 1923 erfolgte die Ernennung zum Gouverneur der Provinz Antwerpen, einer der fünf Provinzen von Flandern. Er organisierte als Verantwortlicher 1930 die Weltausstellung "Exposition internationale" in Antwerpen. Zudem war er Präsident des Institut de Médecine Tropicale in Antwerpen.  
Georges Holvoet war Sondergesandter der belgischen Könige Albert I. und Leopold III. Von 1945 bis 1950 war er Kabinettchef von Prinzregent Karl von Belgien.
Er war Mitglied der katholischen Studentenverbindungen KDStV Bavaria Bonn im CV und KAV Lovania Löwen.
1952 wurde er korrespondierendes und 1959 volles Mitglied der Académie royale des Sciences, des Lettres et des Beaux-Arts de Belgique.